# Pays-Bas au Concours Eurovision de la chanson 2007
Les Pays-Bas a participé au Concours Eurovision de la chanson 2007 à Helsinki en Finlande. C'est la 48e participation des Pays-Bas au Concours Eurovision de la chanson.
Le pays est représenté par Edsilia Rombley et la chanson On Top of the World, sélectionné en interne (pour l'artiste) et une finale nationale (pour la chanson) par le diffuseur NOS.

## Sélection
Le diffuseur NOS choisissant l'artiste en interne, la chanson retenue est dévoilée lors de l'émission Mooi! Weer De Leeuw.
Le 16 décembre 2006, le diffuseur NOS choisit Edsilia Rombley, représentante à l'édition 1998, qui avait terminé 4ème.
Le 11 février 2007, dans l'émission Mooi! Weer De Leeuw, Edsilia Rombley choisit parmi trois chansons celle qui allait représenter le pays à Helsinki en Finlande. Ce fut donc Nooit meer zonder jou, qui sera par la suite traduite en anglais pour le concours.

## À l'Eurovision
En demi-finale, Edsilia Rombley se classe en 21ème place avec 38 points. La chanson On Top of the World est éliminée.
Le soir de la finale, le 12 mai 2007, c'est Edsilia Rombley qui annonce les points du jury néerlandais.

## Carte postale
L'édition 2007, la carte postale étaient de courte vidéo, qui racontaient une histoire humoristique et mettaient en scène les contrastes de la vie quotidienne depuis une station de ski en Finlande.